# Типи гір

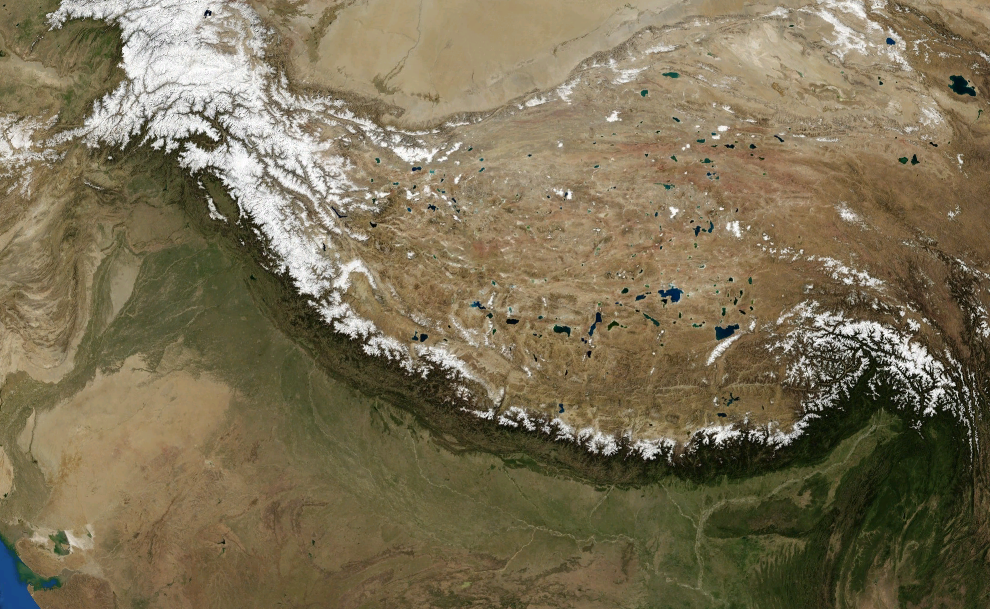
Гірські хребти в Гімалаях

Гори й пагорби можна охарактеризувати декількома способами. 

## Типи еродованих гір
- Пірамідальний пік
- Нунатак

## Типи вулканів
- Кальдера
- Шлаковий конус вулкана
- Складний вулкан
- Кріовулканізм
- Вулканічні тріщини
- Гайот
- Лавовий конус
- Лавовий купол
- Моногенетичне вулканічне поле
- Грязьовий вулкан
- Farrum
- Полігенетичне вулканічне поле
- Вулканічний конус
- Пірокластичний щит
- Щитовий вулкан
- Стратовулкан
- Підледниковий вулкан
- Підводний вулканізм
- Супервулкан
- Сомма
- Туйя
- Вулканічний кратер
- Вулканічне поле
- Нек

## Типи гірських порід
- Магматичні гірські породи
  - Екструзія 
  - інтрузивні породи
- Метаморфічні гірські породи
- Осадові гірські породи

## Інші типи
- Конічний пагорб
- Брилові гори
- Купол
- Куппе
- Насип
- Гірський хребет